# Filippo Fiumefreddo
Filippo Fiumefreddo (20 aprile 1971) è un ex lottatore italiano, specializzato nella lotta libera , vincitore della medaglia d'argento ai Giochi del Mediterraneo di Atene e Linguadoca-Rossiglione.

## Palmarès
| Anno | Manifestazione          | Sede                      | Evento | Risultato | Note |
| ---- | ----------------------- | ------------------------- | ------ | --------- | ---- |
| 1987 | Mondiali cadetti        | non conosciuta (bandiera) | 43 kg  | 4º        |      |
| 1989 | Europei junior          | Bursa                     | 50 kg  | 8º        |      |
| 1991 | Giochi del Mediterraneo | Atene                     | 48 kg  | Argento   |      |
| 1993 | Giochi del Mediterraneo | Linguadoca-Rossiglione    | 48 kg  | Argento   |      |
| 1994 | Europei                 | Roma                      | 48 kg  | 6º        |      |
| 1994 | Mondiali                | Istanbul                  | 52 kg  | 11º       |      |
| 1995 | Europei                 | Fribourg                  | 52 kg  | 13º       |      |
| 1995 | Mondiali                | Atlanta                   | 52 kg  | 23º       |      |